# Zarzal
Zarzal est une municipalité située dans le département de Valle del Cauca, en Colombie.